# Jász-Nagykun-Szolnok
Jász-Nagykun-Szolnok er en af de 19 provinser i Ungarn. Provinsen har et areal på 5.582 kvadratkilometer, og et indbyggertal (pr. 2001) på ca. 417.000. 
Jász-Nagykun-Szolnoks hovedstad er Szolnok, der også er provinsens største by.
- Wikimedia Commons har flere filer relateret til Jász-Nagykun-Szolnok

47°15′N 20°30′Ø / 47.25°N 20.5°Ø